# Fashion TV
Fashion TV là một kênh truyền hình quốc tế dành cho thời trang và người mẫu.
Năm 1997, Fashion TV được Michel Adam Lisowski sáng lập tại Pháp, hiện tại ông là chủ tịch của kênh truyền hình này. Kể từ khi ra đời, Fashion TV trở thành một trong những kênh truyền hình cáp lớn nhất và phủ sóng rộng nhất trên thế giới: 31 vệ tinh, 2.000 hệ thống cáp, với tổng số 300 triệu gia đình trên 202 nước khắp 5 châu lục.

## Chương trình
Các chương trình của Fashion TV được phát sóng liên tục 24 giờ mỗi ngày về mẫu, thời trang và người đẹp, với 500 giờ thuộc về các chương trình mới mỗi năm, 300 sàn trình diễn, và 600 đoạn phim ngắn mỗi mùa (quý).
Chúng được truyền hình rộng rãi qua hai con đường truyền hình cáp và truyền hình vệ tinh. Phần lớn các chương trình bao gồm các đoạn phim ngắn (chừng khoảng 5 phút) từ các show trình diễn thời trang, phía sau cái hình thoáng qua của ngành công nghiệp tạo mẫu, những sự kiện đặc biệt và các lễ trao giải. Chúng được tổ hợp lại vào các chường trình như:
- In Store Now
- Hair and Make-up
- First Face
- Photographers
- F People
- F Party
- F Diaries
- Fashion Bars
- Fashion Destination
- Fashion Events
- Fashion and Music
- Fashion and Movies
- Fashion Parties
- Fashion Weeks
- Global Fashion (nguyên là World Fashion hiện tại được phát sóng như một kênh truyền hình riêng biệt)
- Tendances (trends)
- Lingerie
- Fashion Models
- Designer's at Work
- Model's Talk
- Midnight Hot (quần áo lót, quần áo tắm cho phụ nữ và ảnh để in lịch)
- F Hot (giống Midnight Hot nhưng được chiếu sau nửa đêm)
- Swimwear
- F Men (nguyên là chương trình Block of Fashion TV, hiện tại là kênh riêng)

## Bị gián đoạn
Trong thời gian vừa qua: 
vào ngày 27-28 tháng 3 năm 2018 kênh Fashion TV sẽ bị gián đoạn do trùng vào quốc tang Phan Văn Khải.
Vào ngày 28-29 tháng 9 năm 2018 kênh Fashion TV sẽ bị gián đoạn do trùng vào quốc tang Trần Đại Quang.
Vào ngày 1-2 tháng 10 năm 2018 kênh Fashion TV sẽ bị gián đoạn do trùng vào quốc tang Đỗ Mười.
Vào ngày 22-23 tháng 3 năm 2019 kênh Fashion TV sẽ bị gián đoạn do trùng vào quốc tang Đại tướng Lê Đức Anh.